# Miocardite
La miocardite è una malattia infiammatoria acquisita che coinvolge il muscolo cardiaco e che riconosce diversi agenti causali, più spesso virus, ma anche altri microrganismi come batteri, funghi e protozoi, malattie autoimmuni (sclerodermia, vasculiti) e sostanze tossiche.

## Sintomi e segni
- astenia protratta
- dispnea
- dolore toracico
- aritmie
- recente malattia virale (febbre, sintomi respiratori e gastrointestinali)
- indici di danno miocardico
- indici elevati di infiammazione (VES, PCR, leucocitosi)

## Eziologia
Si dividono le miocarditi in base alla loro eziologia:
- miocardite infettiva: è la forma più comune. Causata da:
  - virus: coxsackie, adenovirus, virus dell'influenza A e B, parvovirus B19, EBV, CMV, herpes virus;
  - batteri: infezione reumatica e scarlattina;
  - protozoi;
- miocardite autoimmune: per attivazione abnorme del sistema immunitario, secondaria a infezione virale, LES, sclerodermia e sarcoidosi;
- miocardite a cellule giganti: colpisce in particolare i giovani, ha prognosi sfavorevole;
- miocardite da ipersensibilità: indotta da farmaci, sostanze tossiche, e associata a ipereosinofilia.

### Manifestazioni post vaccino
La miocardite è inoltre un raro effetto collaterale, specie in adolescenti e giovani adulti, di alcuni vaccini come il vaccino contro il vaiolo e quelli a mRNA contro il COVID-19

## Anatomia patologica
La miocardite non trova riscontro a livello macroscopico; è necessario quindi distinguere il tipo di infiltrato infiammatorio per effettuare una diagnosi. Troviamo un infiltrato linfocitario nelle infezioni virali e batteriche, mentre nelle miocarditi acute a veloce progressione troviamo neutrofili o cellule giganti. Può esserci un infiltrato di eosinofili nell'ipereosinofilia idiopatica o sindrome di Loeffler. La presenza di fibrosi può indicare una miocardite in stato borderline o di guarigione.
È importante fare diagnosi differenziale con la malattia ischemica del miocardio. Solitamente, l'interessamento necrotico a focolaio del miocardio è suggestivo di miocardite, a differenza della necrosi "a ventaglio" (con apice a livello del vaso occluso e necrosi nel territorio d'irrorazione) tipica dell'infarto.

## Manifestazioni cliniche
La presentazione può essere estremamente variabile, con diverse forme:
- fulminante: improvvisa disfunzione cardiaca;
- simil-infartuale: dolore toracico di natura oppressiva insieme a sopraslivellamento del tratto ST, con rialzo degli indici di necrosi;
- a presentazione aritmica: con aritmie sopraventricolari e ventricolari gravi;
- cronica: preceduta da una fase silente, si presenta con progressivo scompenso cardiaco.

## Diagnostica
- ECG: per la ricerca di anomalie aspecifiche del tratto ST e dell'onda T;
- RM cardiaca: per identificare aree di danno;
- Ecocardiogramma;
- Biopsia: esame fondamentale, con ricerca di genoma virale con PCR.

## Prognosi
Nella maggior parte dei casi la malattia si risolve in 4-6 settimane circa, senza importanti esiti. Se cronicizza invece può evolvere verso una cardiomiopatia dilatativa.